# 김지훈 (신학자)
김지훈은 대한민국의 신학자이자 목회자이다. 현재 신반포중앙교회 담임 목사이며, 안양대학교에서 역사신학을 강의하는 교수이다.

## 학력
- 안양대학교 신학과 졸업(B. A.)
- 안양대학교신학대학원 졸업(M. Div., 조직신학Th. M.)
- 독일 베스트팔렌 뮌스터 대학입학
- 독일어, 히브리어, 라틴어 과정수료(뮌스터 대학)
- 네델란드 캄펜신학대학교 조직신학 박사 과정
- 네델란드 아펠돈신학대학교 교회사 박사 학위 취득

## 경력
- 대한예수교장로회(대신) 목사 안수(2006, 부천노회)
- 독일 뮌스터 복음교회(한인교회) 담임(2009-13)
- 대한예수교장로회(대신) 총회신학교 교회사 강사(2014-16)
- 신반포중앙교회 협동목사(2014-16)
- 신반포중앙교회 담임목사(현재)
- 대신대학교 교회사 강사(2014-2016)
- 안양대학교 대신신학대학원 교회사 강사(2015- )
- 안양대학교 일반대학원 교회사 강사(Ph.D) (현재)

## 같이 보기
- 대한민국의 신학자 목록